# Чарльз Геренс
Чарльз Ґеренс (люксемб. Charles Goerens; нар. 6 лютого 1952, Еттельбрек, Люксембург) — люксембурзький політик. Депутат Європейського парламенту з 2009 (Альянс лібералів і демократів за Європу).

## Життєпис

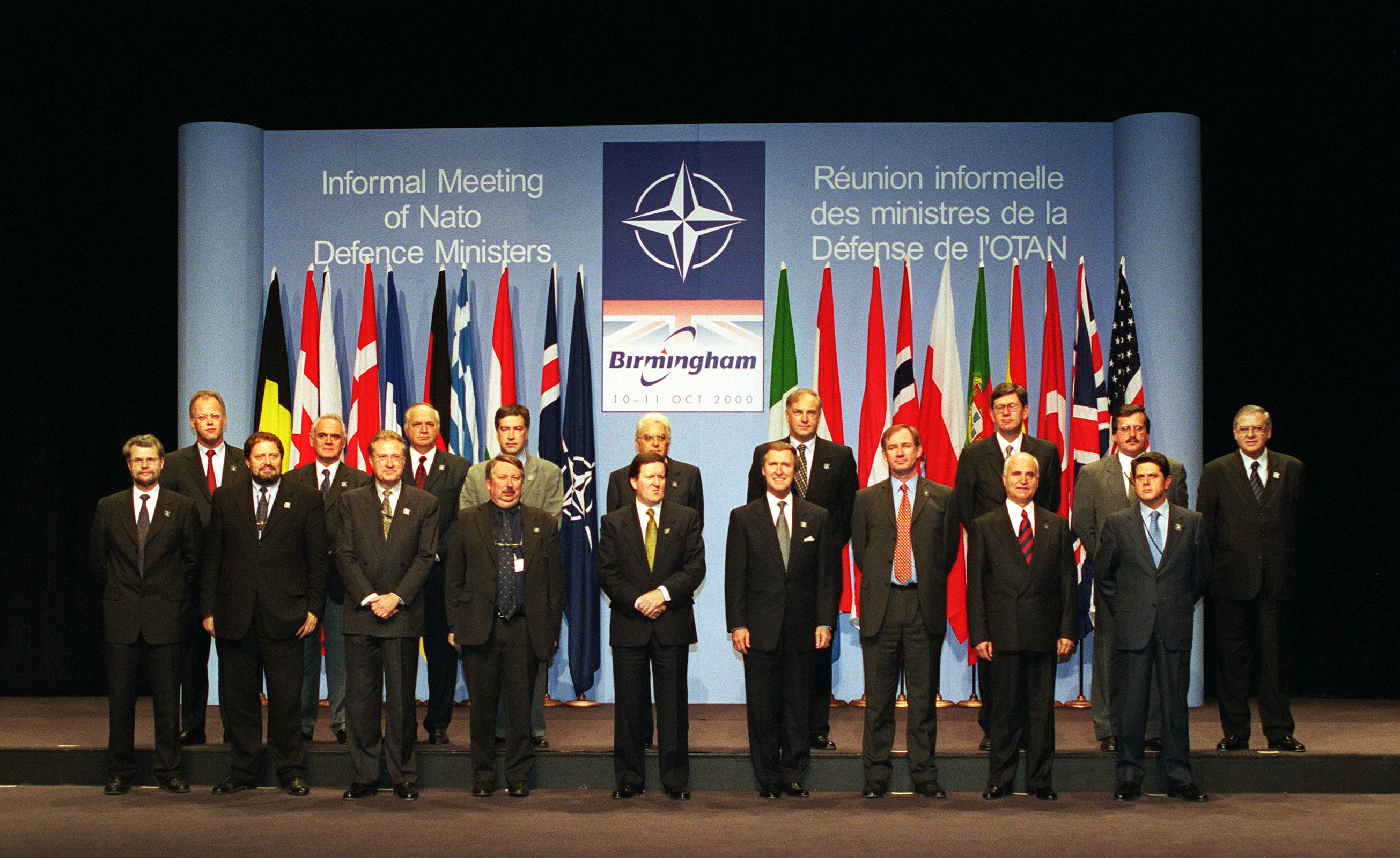
Чарльз Ґеренс (шостий з ліва у верхньому ряду) серед міністрів оборони країн-членів НАТО у 2000 році

Чарльз Ґеренс народився 6 лютого 1952 року в місті Еттельбрек, Люксембург. Дитинство пройшло у містечку Ширен. Здобув освіту агронома, закінчивши сільськогосподарську школу в Бельгії. 
У 1979 році він був вперше обраний до Палати депутатів від Демократичної партії, у 1989–1994 роках він обіймав посаду голови цієї групи у парламенті.
З 1982 до 1984, і знову з 1994 до 1999 був депутатом Європейського парламенту. 
7 серпня 1999 вступив на посаду міністра з питань співробітництва, гуманітарної діяльності та оборони в уряді Жана-Клода Юнкера. 20 липня 2004 йому був доручений портфель міністра закордонних справ
У 2013 році Чарльз Ґеренс був обраний віце-президентом Демократичної партії Люксембургу. Він є членом правління страхової компанії «Foyer Finance».
Чарльз Ґеренс одружений, батько трьох дітей.